# Abacetodes
Abacetodes là một chi bọ cánh cứng thuộc họ Carabidae, chứa các loài sau tính đến  năm 2016:
- Abecetodes gilvipes (Boheman, 1848)
- Abecetodes harpaloides (Peringuey, 1896)
- Abecetodes mauroaeneus (Motschulsky, 1864)
- Abecetodes nanniscus (Peringuey, 1896)